# پروانه‌سانان
پروانه‌سانان (Lepidoptera) راسته‌ای از حشرات بالدار هستند که پروانه‌ها و شب‌پره‌ها را شامل می‌شود. حدود ۱۸۰ هزار گونه از پروانه‌سانان تاکنون شناخته شده‌اند که این رقم، ۱۰ درصد از کل گونه‌های توصیف‌شده موجودات زنده را تشکیل می‌دهد. این موضوع، پروانه‌سانان را به دومین راسته بزرگ حشرات (پس از قاب‌بالان) تبدیل می‌کند. پروانه‌سانان با ۱۲۶ خانواده و ۴۶ بالاخانواده، یکی از گسترده‌ترین و شناخته‌شده‌ترین راسته‌های حشرات در جهان هستند. پیش‌بینی می‌شود که این راسته گونه‌های ناشناخته بیشتری داشته باشد و به همراه پرده‌بالان و قاب‌بالان جزء ۳ راسته بزرگ جانوری باشد.
ویژگی بارز پروانه‌سانان، وجود پولک‌هایی است که بدن، بال‌های بزرگ و خرطوم آن‌ها را می‌پوشاند. این پولک‌ها در واقع موهای تغییرشکل‌یافته و صاف‌شده هستند و به پروانه‌ها و شب‌پره‌ها رنگ‌ها و طرح‌های متنوعی می‌بخشند. تقریباً همه گونه‌های پروانه‌سان بال دارند، به جز چند گونه که بال‌های کوچک یا بدون بال دارند. جفت‌گیری و تخم‌گذاری معمولاً در نزدیکی یا روی گیاهان میزبان لاروها انجام می‌شود. این راسته از حشرات، زبان مارپیچی و بال‌های پهن و رنگین و چشم‌های مرکب دارند.

## نام‌ها
نام‌های دیگری که برای راستهٔ پروانه‌سانان استفاده شده عبارت است از: بال‌پولک‌داران، بال‌پولک‌سانان، پولک‌بالان، بال‌پولکیان، فلس‌داران، پروانه‌ها و پروانگان.

## توضیح
مانند بسیاری از حشرات دیگر، پروانه‌سانان دگردیسی کامل دارند؛ یعنی از تخم به لارو (کرم پیله‌ساز)، سپس به شفیره و در نهایت به حشره بالغ تبدیل می‌شوند. لاروها با بدن استوانه‌ای، سر مشخص، آرواره‌ها و پاهای سینه‌ای، کاملاً با شکل بالغ پروانه یا شب‌پره متفاوت هستند. لاروها در حین رشد، مراحل مختلفی به نام سن لاروی را طی می‌کنند. پس از
بلوغ کامل، لارو به شفیره تبدیل می‌شود. برخی از پروانه‌ها و شب‌پره‌ها قبل از شفیره شدن، پیله‌ای ابریشمی می‌سازند تا از خود محافظت کنند، درحالی‌که برخی دیگر این کار را نمی‌کنند و به زیر زمین می‌روند. شفیره پروانه دارای پوستی سخت است و معمولاً پیله ندارد. پس از تکمیل دگردیسی، حشره بالغ از شفیره خارج می‌شود.
پروانه‌سانان برای اولین بار در مرز بین دوره‌های تریاس و ژوراسیک در کره زمین ظاهر شدند و از زمان گسترش گیاهان گلدار در اواسط تا اواخر دوره کرتاسه، با آن‌ها تکامل مشترک داشته‌اند. آنها تنوع زیادی در ساختار بدن خود نشان می‌دهند که به آن‌ها کمک می‌کند تا با محیط‌های مختلف سازگار شوند و در مناطق گوناگون زندگی کنند. تخمین‌های اخیر نشان می‌دهد که تعداد گونه‌های پروانه‌سانان ممکن است بیشتر از آنچه قبلاً تصور می‌شد باشد و در میان پنج راسته حشرات با بیشترین تعداد گونه (هر کدام با بیش از ۱۰۰ هزار گونه) قرار دارند.
پروانه‌سانان در طی میلیون‌ها سال، الگوها و رنگ‌های بال بسیار متنوعی را به وجود آورده‌اند، از شب‌پره‌های ساده و بی‌رنگ گرفته تا پروانه‌های رنگارنگ و با طرح‌های پیچیده. به همین دلیل، این راسته از حشرات بسیار شناخته‌شده و محبوب هستند و افراد زیادی به مشاهده، مطالعه، جمع‌آوری، پرورش و تجارت آن‌ها می‌پردازند.
پروانه‌ها و شب‌پره‌ها در مرحله لاروی (کرم پیله‌ساز) گیاه‌خوار هستند و در مرحله بالغ از شهد گل‌ها تغذیه می‌کنند. آن‌ها نقش مهمی در گرده‌افشانی گیاهان دارند و به عنوان مصرف‌کنندگان اولیه در زنجیره غذایی عمل می‌کنند. با این حال، لاروهای آن‌ها (کرم‌های پیله‌ساز) می‌توانند با خوردن برگ گیاهان، به محصولات کشاورزی آسیب برسانند.

## پراکندگی و تنوع
پروانه‌سانان از موفق‌ترین گروه‌های حشرات هستند و در تمام قاره‌ها به جز جنوبگان یافت می‌شوند. این حشرات در زیستگاه‌های مختلفی از بیابان گرفته تا جنگل‌های بارانی و از علفزارهای پست تا فلات‌های کوهستانی زندگی می‌کنند. آن‌ها تقریباً همیشه با گیاهان عالی، به ویژه گیاهان گلدار در ارتباط هستند.
در میان شمالی‌ترین گونه‌های پروانه‌ها و شب‌پره‌ها، آپولوی قطبی (Parnassius arcticus) است که در مدار قطب شمال در شمال شرقی یاقوتستان، در ارتفاع ۱۵۰۰ متری از سطح دریا یافت می‌شود. [۱۶] در هیمالیا، گونه‌های مختلف آپولو مانند Parnassius epaphus تا ارتفاع ۶۰۰۰ متری از سطح دریا ثبت شده‌اند.
برخی از گونه‌های پروانه‌سان سبک زندگی همزیستی، همسفرگی یا انگلی دارند و به جای محیط، در بدن موجودات دیگر زندگی می‌کنند. گونه‌های شب‌پره پیلید مدفوع‌خواری، به نام شب‌پره‌های تنبل، مانند Bradipodicola hahneli و Cryptoses choloepi، غیرمعمول هستند زیرا منحصراً در خز تنبل‌ها (پستاندارانی که در آمریکای مرکزی و آمریکای جنوبی یافت می‌شوند) زندگی می‌کنند.
تا سال ۲۰۰۷، تقریباً ۱۷۴۲۵۰ گونه پروانه‌سان توصیف شده بود که پروانه‌ها و پشیزبالان حدود ۱۷۹۵۰ گونه را تشکیل می‌دادند و بقیه را شب‌پره‌ها تشکیل می‌دادند. اکثریت قریب به اتفاق پروانه‌سانان در مناطق گرمسیری یافت می‌شوند، اما تنوع قابل توجهی در بیشتر قاره‌ها وجود دارد. آمریکای شمالی بیش از ۷۰۰ گونه پروانه و بیش از ۱۱۰۰۰ گونه شب‌پره دارد، [۲۱][۲۲] در حالی که حدود ۴۰۰ گونه پروانه و ۱۴۰۰۰ گونه شب‌پره از استرالیا گزارش شده است. [۲۳] جان هپنر در سال ۱۹۹۱ گونه‌گونی پروانه‌سانان را در هر قلمرو جانوری تخمین زد:
|                        | قلمرو دیرین‌شمالگان | قلمرو نوشمالگان | قلمرو نوگرمسیری | قلمرو آفریقای گرمسیری | هندی-استرالیایی (شامل قلمرو هندومالایی، قلمرو استرالزی، و قلمرو اقیانوسیه) |
| برآوردی از شمار گونه‌ها | ۲۲٬۴۶۵             | ۱۱٬۵۳۲          | ۴۴٬۷۹۱          | ۲۰٬۴۹۱                | ۴۷٬۲۸۷                                                                     |

## ریخت‌شناسی بیرونی
بدن پروانه‌سانان از جمله بال‌ها، سر، بخش‌هایی از سینه و شکم، با پولک‌های ریزی پوشیده شده است. این پولک‌ها که نام این راسته از حشرات نیز از آن‌ها گرفته شده، اشکال مختلفی دارند: برخی تیغه‌ای و برخی دیگر مو مانند هستند. پولک‌ها علاوه بر ایجاد رنگ‌ها و طرح‌های متنوع در پروانه‌ها و شب‌پره‌ها، به عایق‌بندی، تنظیم دما و تولید فرومون (در نرها) کمک می‌کنند و در پرواز نیز نقش دارند.
پروانه‌سانان از نظر ریخت‌شناسی، عمدتاً با وجود پولک‌ها روی قسمت‌های خارجی بدن و زائده‌ها، به ویژه بال‌ها، از سایر راسته‌های حشرات متمایز می‌شوند. پروانه‌ها و شب‌پره‌ها از نظر اندازه متفاوت هستند، از ریزپروانههایی که تنها چند میلی‌متر طول دارند تا جانوران بزرگ با بال‌های بزرگ‌تر از ۲۵ سانتی‌متر (۹٫۸ اینچ)، مانند پرنده‌بال شهبانو الکساندرا و شاپرک اطلس. پروانه‌سانان یک چرخه زندگی چهار مرحله‌ای را طی می‌کنند: تخم، لارو یا کرم، شفیره یا پیله و ایماگو / بالغ و تغییرات زیادی را در ساختار بدن اصلی نشان می‌دهند، که به این جانوران مزیت‌هایی را برای سبک‌های زندگی و محیط‌های متنوع می‌دهد.

### سر
سر جایی است که بسیاری از اندام‌های حسی و قطعات دهان در آن قرار دارند. مانند حشره بالغ، لارو نیز دارای یک کپسول سر سخت یا سخت‌شده است. در اینجا، دو چشم مرکب و چشم ساده (chaetosema)، نقاط برجسته یا خوشه‌هایی از موهای حسی که منحصر به پروانه‌سانان هستند، وجود دارد، اگرچه بسیاری از گونه‌ها یک یا هر دو این نقاط را از دست داده‌اند. شاخک‌ها در بین گونه‌ها و حتی بین جنس‌های مختلف از نظر شکل تنوع زیادی دارند. شاخک‌های پروانه‌ها معمولاً رشته‌ای و به شکل چماق هستند، شاخک‌های پشیزبالان قلاب‌دار هستند، در حالی که شاخک‌های شب‌پره‌ها دارای بخش‌های مختلفی هستند که به‌طور متفاوتی بزرگ یا منشعب شده‌اند. برخی از شب‌پره‌ها شاخک‌های بزرگ‌شده یا شاخک‌هایی دارند که در انتها باریک و قلاب‌دار هستند.
گاله‌های ماگزیلاری (maxillary galeae، بخشی از قطعات دهانی حشرات) تغییر شکل یافته و خرطوم درازی را تشکیل می‌دهند. خرطوم از یک تا پنج بخش تشکیل شده است که معمولاً در مواقعی که برای مکیدن شهد گل‌ها یا مایعات دیگر استفاده نمی‌شود، توسط ماهیچه‌های کوچک زیر سر جمع می‌شود. برخی از شب‌پره‌های ابتدایی هنوز آرواره‌های پایین جداگانه و متحرک دارند، مانند اجداد خود، و این‌ها خانواده کهن‌شاپرکانMicropterigidae را تشکیل می‌دهند.
لاروهایی که به نام کرم پیله‌ساز شناخته می‌شوند، دارای کپسول سر سخت هستند. کرم‌های پیله‌ساز خرطوم ندارند و قطعات دهانی جونده جداگانه‌ای دارند. این قطعات دهانی، آرواره‌های پایین نامیده می‌شوند و برای جویدن مواد گیاهی که لاروها می‌خورند استفاده می‌شوند. فک پایین یا لب پایینی ضعیف است، اما ممکن است یک تارریس داشته باشد، عضوی که برای ایجاد ابریشم استفاده می‌شود. سر از لوب‌های جانبی بزرگ ساخته شده است که هر کدام دارای یک بیضی از حداکثر شش چشم ساده هستند.

### سینه
سینه پروانه‌سانان از سه بخش تشکیل شده است که هر کدام یک جفت پا دارند. در برخی پروانه‌های نر، پاهای جلویی کوچک شده و برای راه رفتن استفاده نمی‌شوند. بال‌ها به بخش‌های میانی و عقبی سینه متصل هستند و با پولک‌های رنگارنگ پوشیده شده‌اند. ماهیچه‌های قوی در بخش میانی سینه، نیروی لازم برای پرواز را فراهم می‌کنند. در برخی شب‌پره‌ها، بال‌ها به اندام‌های شنوایی تبدیل شده‌اند.
سیه آن‌ها از سه بخش به هم پیوسته، پیش‌قفس سینه، میان‌قفس سینه و پس‌قفس سینه تشکیل شده است که هر کدام یک جفت پا دارند. اولین بخش شامل اولین جفت پا است. در برخی از پروانه‌های نر خانواده دوشیزه‌پروانگانNymphalidae، پاهای جلویی بسیار کاهش یافته و برای راه رفتن یا نشستن استفاده نمی‌شوند. سه جفت پا با پولک پوشیده شده است. پروانه‌سانان همچنین دارای اندام‌های بویایی روی پاهای خود هستند که به پروانه کمک می‌کند غذای خود را «بچشد» یا «بو» کند. در شکل لاروی، ۳ جفت پای واقعی وجود دارد، با حداکثر ۱۱ جفت پای شکمی (معمولاً هشت جفت) و قلاب‌هایی به نام کروشه‌های آپیکال.
دو جفت بال به ترتیب در بخش‌های میانی و سوم یا میان‌قفس سینه و پس‌قفس سینه یافت می‌شوند. در جنس‌های جدیدتر، بال‌های بخش دوم بسیار برجسته‌تر هستند، اگرچه برخی از اشکال ابتدایی‌تر دارای بال‌های هم‌اندازه در هر دو بخش هستند. بال‌ها با پولک‌هایی پوشیده شده‌اند که مانند زونا چیده شده‌اند و تنوع خارق‌العاده‌ای از رنگ‌ها و الگوها را تشکیل می‌دهند. میان‌قفس سینه دارای ماهیچه‌های قوی‌تری برای به حرکت درآوردن پروانه یا شب‌پره در هوا است، و بال‌های این بخش (بال‌های جلویی) دارای ساختار رگبرگ قوی‌تری هستند. بزرگ‌ترین بالاخانواده، جغدی‌وارانNoctuoidea، بال‌های خود را تغییر داده‌اند تا به عنوان اندام‌های آوازساز یا شنوایی عمل کنند.
کرم پیله‌ساز دارای بدنی دراز و نرم است که ممکن است دارای برآمدگی‌های مو مانند یا سایر برجستگی‌ها، سه جفت پای واقعی، بدون پاچه یا ۱۱ جفت پای شکمی (معمولاً هشت جفت) و قلاب‌هایی به نام کروچه‌های آپیکال باشد. سینه معمولاً در هر بخش یک جفت پا دارد. سینه همچنین با بسیاری از منافذ تنفسی در هر دو میان‌قفس سینه و پس‌قفس سینه پوشیده شده است، به جز چند گونه آبزی که به جای آن شکلی از آبشش دارند.

### دهان و دستگاه گوارش
دستگاه گوارش پروانه‌سانان برای تغذیه از مایعات سازگار شده است. این دستگاه شامل یک پمپ مکنده در ابتدای مری، مری، چینه دان (در برخی گونه‌ها)، روده میانی کوتاه و روده عقبی بلند و پیچ‌خورده است. برخلاف اجدادشان، پروانه‌سانان امروزی فاقد سکوم (زائده‌های کوچک) در روده میانی هستند و آنزیم‌های گوارشی آن‌ها روی سطح سلول‌های روده میانی قرار دارند.
دهان پروانه‌سانان به شکل یک خرطوم بلند است که از چند بخش تشکیل شده و در زمان عدم استفاده، زیر سر جمع می‌شود. این خرطوم برای مکیدن شهد گل‌ها و مایعات دیگر به کار می‌رود. البته برخی از شب‌پره‌های ابتدایی‌تر، هنوز آرواره‌های جداگانه و متحرکی دارند که برای جویدن استفاده می‌شوند.
شکم پروانه‌سانان از ۱۰ بخش تشکیل شده و انعطاف‌پذیر است. اندام‌های جنسی در انتهای شکم قرار دارند و شکل آن‌ها در گونه‌های مختلف، بسیار متفاوت است. در بیشتر گونه‌ها، اندام تناسلی ماده شامل سه بخش مجزا است.
شکم که کمتر از سینه سخت شده است، از ۱۰ بخش با غشاهای بین آنها تشکیل شده است که امکان حرکت مفصلی را فراهم می‌کند. جناغ سینه در بخش اول در برخی از خانواده‌ها کوچک است و در برخی دیگر کاملاً وجود ندارد. دو یا سه بخش آخر قسمت‌های خارجی اندام‌های جنسی گونه را تشکیل می‌دهند. اندام تناسلی پروانه‌سانان بسیار متنوع است و اغلب تنها وسیله تمایز بین گونه‌ها است. اندام تناسلی نر شامل یک دریچه است که معمولاً بزرگ است، زیرا برای گرفتن ماده در حین جفت‌گیری استفاده می‌شود. اندام تناسلی ماده شامل سه بخش مجزا است.
ماده‌های شب‌پره‌های ابتدایی تنها یک اندام جنسی دارند که برای جفت‌گیری و به عنوان تخم‌ریز یا اندام تخم‌گذاری استفاده می‌شود. حدود ۹۸ درصد از گونه‌های شب‌پره دارای یک اندام جداگانه برای جفت‌گیری و یک مجرای خارجی هستند که اسپرم را از نر حمل می‌کند.
لارو پروانه‌سانان که کرم پیله‌ساز نامیده می‌شود، سری سخت و بدنی نرم و دراز دارد. این لاروها به جای خرطوم، آرواره‌هایی برای جویدن مواد گیاهی دارند. همچنین، برخی از لاروها دارای پاهای کاذب در شکم خود هستند که به آن‌ها در حرکت و چسبیدن به سطوح کمک می‌کند.
شکم کرم پیله‌ساز دارای چهار جفت پای کاذب است که معمولاً در قسمت‌های سوم تا ششم شکم قرار دارند و یک جفت پای کاذب جداگانه در کنار مقعد که دارای یک جفت قلاب کوچک به نام کروچه هستند. اینها به گرفتن و راه رفتن کمک می‌کنند، به خصوص در گونه‌هایی که پاهای کاذب زیادی ندارند (مثلاً لاروهای زمین‌سنجانGeometridae). در برخی از شب‌پره‌های ابتدایی، این پاهای کاذب ممکن است در هر بخش از بدن وجود داشته باشد، در حالی که در گروه‌های دیگر، که بیشتر با سوراخ کردن و زندگی در شن سازگار هستند (به ترتیب یوکابیدان و کوتوله‌بیدان)، ممکن است پاهای کاذب کاملاً وجود نداشته باشند.
رشد و نمو پروانه‌سانان در مراحل مختلف زندگی توسط هورمون‌ها و غدد درون‌ریز کنترل می‌شود. هورمون PTTH، چرخه زندگی و دوره‌های توقف رشد (دیاپوز) را تنظیم می‌کند. غدد مختلفی در بدن پروانه‌سانان وجود دارند که وظایف خاصی مانند تولید ابریشم یا بزاق را بر عهده دارند.

## دستگاه گردش خون
در دستگاه گردش خون پروانه‌سانان، همولنف یا خون حشرات، برای گردش گرما در قالب تنظیم دمایی استفاده می‌شود. در این فرایند، انقباض ماهیچه‌ها گرما تولید می‌کند که در شرایط نامساعد به بقیه بدن منتقل می‌شود. در گونه‌های پروانه‌سان، همولنف از طریق رگ‌های بال‌ها توسط نوعی اندام ضربان‌دار، یا از طریق قلب یا از طریق ورود هوا به نای، به گردش در می‌آید.

## دستگاه تنفسی
هوا از طریق منافذی در امتداد دو طرف شکم و سینه وارد بدن می‌شود و در حین عبور از دستگاه تنفسی پروانه‌سان، نای را با اکسیژن تأمین می‌کند. سه نوع نای مختلف، اکسیژن را در سراسر بدن گونه‌ها تأمین و پخش می‌کنند. نای پشتی اکسیژن را به ماهیچه‌ها و رگ‌های پشتی می‌رساند، در حالی که نای شکمی ماهیچه‌ها و طناب عصبی شکمی را تأمین می‌کند و نای احشایی روده‌ها، بدن‌های چربی و غدد جنسی را تأمین می‌کند.

## چندریختی
چندریختی به ظهور اشکال یا «مورف‌ها» گفته می‌شود که از نظر رنگ و تعداد صفات در یک گونه متفاوت هستند. در پروانه‌سانان، چندریختی را می‌توان نه تنها بین افراد یک جمعیت، بلکه بین جنس‌ها به عنوان دودیسی جنسی، بین جمعیت‌های جدا شده از نظر جغرافیایی در چندریختی جغرافیایی و بین نسل‌هایی که در فصول مختلف سال پرواز می‌کنند (چندریختی فصلی یا پلی‌فنیسم) مشاهده کرد. در برخی از گونه‌ها، چندریختی محدود به یک جنس، معمولاً ماده است. این اغلب شامل پدیده تقلید می‌شود که در آن مورف‌های تقلیدی در کنار مورف‌های غیرتقلیدی در جمعیتی از یک گونه خاص پرواز می‌کنند. چندریختی هم در سطح خاص با تغییرات ارثی در سازگاری‌های مورفولوژیکی کلی افراد و هم در برخی صفات مورفولوژیکی یا فیزیولوژیکی خاص در یک گونه رخ می‌دهد.
چندریختی محیطی، که در آن صفات به ارث نمی‌رسند، اغلب به عنوان پلی‌فنیسم شناخته می‌شود، که در پروانه‌سانان معمولاً به شکل مورف‌های فصلی، به ویژه در خانواده‌های دوشیزه‌پروانگانNymphalidae و پروانه‌های چشمهPieridae دیده می‌شود. یک پروانه چشمه‌ای برّ قدیم، پروانه زرد علفیEurema hecabe، دارای یک شکل بالغ تیره‌تر تابستانی است که توسط یک روز طولانی بیش از ۱۳ ساعت ایجاد می‌شود، در حالی که دوره روزانه کوتاه‌تر ۱۲ ساعت یا کمتر باعث ایجاد یک شکل بالغ کم‌رنگ‌تر در دوره پس از باران‌های موسمی می‌شود. پلی‌فنیسم همچنین در کرم‌های پیله‌ساز رخ می‌دهد، نمونه‌ای از آن شب‌پره فلفلی است.
جدایی جغرافیایی باعث واگرایی یک گونه به مورف‌های مختلف می‌شود. یک مثال خوب، پروانهٔ فرمانده است که پنج شکل دارد که هر کدام از نظر جغرافیایی توسط رشته‌کوه‌های بزرگ از دیگری جدا شده‌اند. نمایش حتی چشمگیرتر چندریختی جغرافیایی، آپولوی کوهستان است. از آنجایی که آپولوها در جمعیت‌های محلی کوچک زندگی می‌کنند و بنابراین هیچ تماسی با یکدیگر ندارند، همراه با ماهیت استنوتوپی قوی و توانایی مهاجرت ضعیف، عملاً تلاقی بین جمعیت‌های یک گونه رخ نمی‌دهد. به این ترتیب، آنها بیش از ۶۰۰ مورف مختلف را تشکیل می‌دهند که اندازه لکه‌ها روی بال‌های آنها بسیار متفاوت است.
دوشکلی جنسی به وقوع تفاوت بین نر و ماده در یک گونه اشاره دارد. در پروانه‌سانان، این امر گسترده است و تقریباً به‌طور کامل توسط تعیین ژنتیکی تعیین می‌شود. دوشکلی جنسی در همه خانواده‌های پروانه‌های دم‌چلچله‌ایPapilionoidea وجود دارد و در گرگ‌پروانگانLycaenidae، پروانه‌های چشمه و گونه‌های خاصی از دوشیزه‌پروانگان برجسته‌تر است. جدا از تنوع رنگ، که ممکن است از ترکیبات الگوی رنگی کمی تا کاملاً متفاوت باشد، ویژگی‌های جنسی ثانویه نیز ممکن است وجود داشته باشد. ژنوتیپ‌های مختلف که توسط انتخاب طبیعی حفظ می‌شوند نیز ممکن است همزمان بیان شوند. ماده‌های پلی‌مورفیک و/یا تقلیدی در مورد برخی از گونه‌ها در پروانه‌های دم‌چلچله‌ای وجود دارند، در درجه اول برای به دست آوردن سطحی از محافظت که برای نر گونه‌هایشان در دسترس نیست. متمایزترین مورد دوشکلی جنسی، ماده‌های بالغ بسیاری از گونه‌های شاپرکان کرم‌کیسه‌ایPsychidae است که در مقایسه با نرهای بالغ که پروازهای قوی با بال‌های توسعه یافته و شاخک‌های پردار هستند، تنها دارای بال‌ها، پاها و قطعات دهانی بازمانده از ژنتیک هستند.

## رده‌بندی
این راسته به زیررده بال‌داران (Pterygota)، فروردهٔ نوبالان (Neoptera)، بالاراستهٔ درون‌بال‌داران (Endopterygota) تعلق دارد.
راستهٔ پروانه‌سانان از پرگونه‌ترین راسته‌ها در ردهٔ حشرات است. پروانه‌ها، شب‌پره‌ها و پشیزبال‌ها به این راسته تعلق دارند.
|  | منقارسران (scorpionflies)                                                               |
|  |                                                                                         |
|  | \| \| مگس‌عقرب برفی (snow scorpionflies) \| \| \| \| \| \| کک (حشره) (fleas) \| \| \| \| |
|  |                                                                                         |
|  | مگس‌عقرب برفی (snow scorpionflies)                                                       |
|  |                                                                                         |
|  | کک (حشره) (fleas)                                                                       |
|  |                                                                                         |

|  | مگس‌عقرب برفی (snow scorpionflies) |
|  |                                   |
|  | کک (حشره) (fleas)                 |
|  |                                   |

|  | منقارسران (scorpionflies)                                                               |
|  |                                                                                         |
|  | \| \| مگس‌عقرب برفی (snow scorpionflies) \| \| \| \| \| \| کک (حشره) (fleas) \| \| \| \| |
|  |                                                                                         |
|  | مگس‌عقرب برفی (snow scorpionflies)                                                       |
|  |                                                                                         |
|  | کک (حشره) (fleas)                                                                       |
|  |                                                                                         |

|  | مگس‌عقرب برفی (snow scorpionflies) |
|  |                                   |
|  | کک (حشره) (fleas)                 |
|  |                                   |

|  | بال‌مودار (caddisflies)              |
|  |                                     |
|  | پروانه‌سانان (butterflies and moths) |
|  |                                     |

|  | منقارسران (scorpionflies)                                                               |
|  |                                                                                         |
|  | \| \| مگس‌عقرب برفی (snow scorpionflies) \| \| \| \| \| \| کک (حشره) (fleas) \| \| \| \| |
|  |                                                                                         |
|  | مگس‌عقرب برفی (snow scorpionflies)                                                       |
|  |                                                                                         |
|  | کک (حشره) (fleas)                                                                       |
|  |                                                                                         |

|  | مگس‌عقرب برفی (snow scorpionflies) |
|  |                                   |
|  | کک (حشره) (fleas)                 |
|  |                                   |

|  | منقارسران (scorpionflies)                                                               |
|  |                                                                                         |
|  | \| \| مگس‌عقرب برفی (snow scorpionflies) \| \| \| \| \| \| کک (حشره) (fleas) \| \| \| \| |
|  |                                                                                         |
|  | مگس‌عقرب برفی (snow scorpionflies)                                                       |
|  |                                                                                         |
|  | کک (حشره) (fleas)                                                                       |
|  |                                                                                         |

|  | مگس‌عقرب برفی (snow scorpionflies) |
|  |                                   |
|  | کک (حشره) (fleas)                 |
|  |                                   |

|  | بال‌مودار (caddisflies)              |
|  |                                     |
|  | پروانه‌سانان (butterflies and moths) |
|  |                                     |

|  | منقارسران (scorpionflies)                                                               |
|  |                                                                                         |
|  | \| \| مگس‌عقرب برفی (snow scorpionflies) \| \| \| \| \| \| کک (حشره) (fleas) \| \| \| \| |
|  |                                                                                         |
|  | مگس‌عقرب برفی (snow scorpionflies)                                                       |
|  |                                                                                         |
|  | کک (حشره) (fleas)                                                                       |
|  |                                                                                         |

|  | مگس‌عقرب برفی (snow scorpionflies) |
|  |                                   |
|  | کک (حشره) (fleas)                 |
|  |                                   |

|  | منقارسران (scorpionflies)                                                               |
|  |                                                                                         |
|  | \| \| مگس‌عقرب برفی (snow scorpionflies) \| \| \| \| \| \| کک (حشره) (fleas) \| \| \| \| |
|  |                                                                                         |
|  | مگس‌عقرب برفی (snow scorpionflies)                                                       |
|  |                                                                                         |
|  | کک (حشره) (fleas)                                                                       |
|  |                                                                                         |

|  | مگس‌عقرب برفی (snow scorpionflies) |
|  |                                   |
|  | کک (حشره) (fleas)                 |
|  |                                   |

|  | بال‌مودار (caddisflies)              |
|  |                                     |
|  | پروانه‌سانان (butterflies and moths) |
|  |                                     |

|  | منقارسران (scorpionflies)                                                               |
|  |                                                                                         |
|  | \| \| مگس‌عقرب برفی (snow scorpionflies) \| \| \| \| \| \| کک (حشره) (fleas) \| \| \| \| |
|  |                                                                                         |
|  | مگس‌عقرب برفی (snow scorpionflies)                                                       |
|  |                                                                                         |
|  | کک (حشره) (fleas)                                                                       |
|  |                                                                                         |

|  | مگس‌عقرب برفی (snow scorpionflies) |
|  |                                   |
|  | کک (حشره) (fleas)                 |
|  |                                   |

|  | منقارسران (scorpionflies)                                                               |
|  |                                                                                         |
|  | \| \| مگس‌عقرب برفی (snow scorpionflies) \| \| \| \| \| \| کک (حشره) (fleas) \| \| \| \| |
|  |                                                                                         |
|  | مگس‌عقرب برفی (snow scorpionflies)                                                       |
|  |                                                                                         |
|  | کک (حشره) (fleas)                                                                       |
|  |                                                                                         |

|  | مگس‌عقرب برفی (snow scorpionflies) |
|  |                                   |
|  | کک (حشره) (fleas)                 |
|  |                                   |

|  | بال‌مودار (caddisflies)              |
|  |                                     |
|  | پروانه‌سانان (butterflies and moths) |
|  |                                     |